# إدغار إليزالدي
إدغار إليزالدي (بالإسبانية: Edgar Elizalde) هو لاعب كرة قدم أوروغواياني في مركز الدفاع، ولد في 27 فبراير 2000 في Casupá ‏ في الأوروغواي. شارك مع منتخب الأوروغواي تحت 20 سنة لكرة القدم. أما مع النوادي، فقد لعب مع نادي بيسكارا.

## وصلات خارجية
- إدغار إليزالدي على موقع قاعدة بيانات كرة القدم.إي يو (الإنجليزية)
- إدغار إليزالدي على موقع Soccerway.com (الإنجليزية)